# 18110 HASI
18110 HASI è un asteroide della fascia principale. Scoperto nel 2001, presenta un'orbita caratterizzata da un semiasse maggiore pari a 2,342135 UA e da un'eccentricità di 0,143289, inclinata di 4,241498° rispetto all'eclittica. Ha un diametro di 1,981 km e un'albedo di 0,410.
È dedicato ai 44 membri del team Huygens Atmospheric Structure Instrument.